# آندری گلاسیمف

## آندری والریویچ گلاسیمُف
آندری والریویچ گلاسیمف(متولد 17 اکتبر 1997، شهر ایرکوتسک) نویسنده و معلم اهل روسیه میباشد.

## بیوگرافی
او در سال 1987 در رشته فیلولوژی(دکتر علوم فقه اللّغه) از دانشگاه دولتی ایرکوتسک فارغ التحصیل شد. از سال 1998 تا 1992 در دانشکده کارگردانی موسسه هنر تئاتر روسیه نزد استاد آناتولی واسیلیف تحصیل کرد.

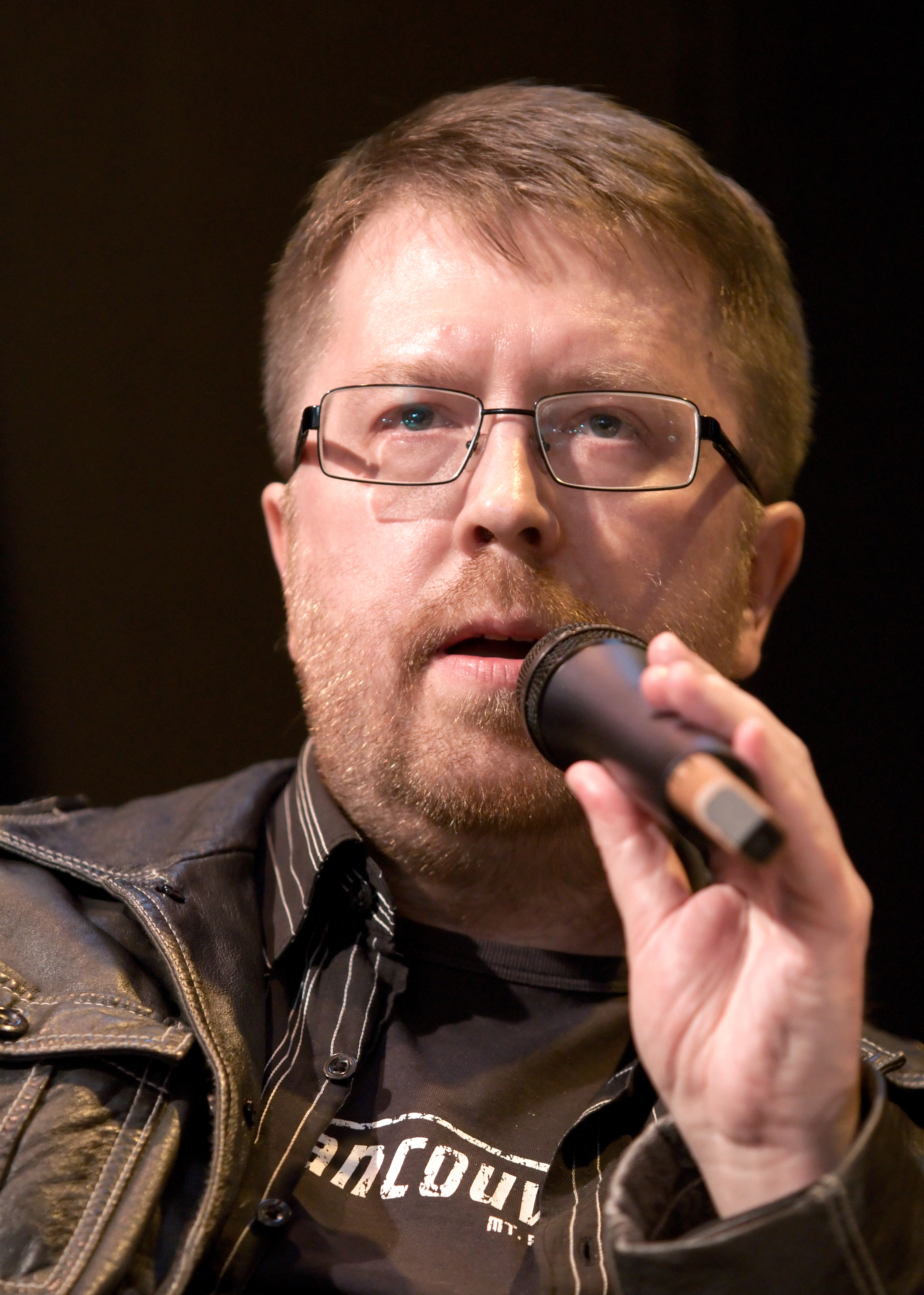
آندری گلاسیمف تاریخ تولد: 17 اکتبر 1997 محل تولد: شهر ایرکوتسک،روسیه پیشه:نویسنده

گلاسیمف در سال های 97-1996 در دانشگاه هال بریتانیا دوره گذراند.در سال 1997 از رساله دکترای خود در دانشگاه دولتی تربیت معلم مسکو دفاع کرد. رساله او درمورد ادبیات انگلیس با موضوع «نقش شرق در آثار اسکار وایلد» بود.
گلاسیمف به عنوان دانشیار در گروه فیلولوژی انگلیسی دانشگاه ایرکوتسک کار میکرد و سبک شناسی زبان انگلیسی و تحلیل متون ادبی را تدریس میکرد.او متاهل و دارای سه فرزند و سه نوه است.
او درباره نام خانوادگی خود(گلاسیمُف) میگوید: 
گلاسیم نامی قدیمی، مذهبی و قزاقی است که در زابایکال بسیار زیاد وجود دارد.این نام پیش از جدایی کلیسای شرق و غرب وجود داشته است. بطریق هایی(مقامی مذهبی در مسیحیت) که با اسم گلاسیم شناخته میشوند، نام خود را از دو پاپ «گلاسیم اول» و «گلاسیم دوم» گرفته اند.تا قبل از جدایی کلیسای شرق و غرب بطریغ های بسیاری با نام گلاسیم در کلیسای ارتدکس وجود داشت. اما این افراد پس از جدایی کلیسای شرق و غرب از  کلیسا جداشدند، به صومعه های دورافتاده رفتند، خودسوزی در پیش گرفتند و تبدیل به افراد سرگردانی شدند که به سمت کازاکها رفتند. این امر موجب شد نام خانوادگی گلاسیم از مرکز امپراتوری روسیه ناپدید شود. من این نام را درجامعه کازاکهای دُن و جامعه کازاکهای تِرکسک مشاهده کرده ام.
بنابراین میتوان گفت «گلاسیم» یک نام رایج است اما به دلیل تبدیل شدن به اسم دیگری(گراسیم)، پنهان است.گلاسیمف میگوید: همیشه وقتی که مرا گراسیمف خطاب میکنند خنده ام میگیرد.
سال 2001 داستان «فاکس مالدرِ شبیه خوک» که در مورد عشق اول بود، منتشر شد و در همان سال نامزد دریافت جایزه «ایوان پتروویچ بلکین» ( Ivan Petrovich Belkin)   شد.
سال 2002 داستان «عطش» درمورد جوانانی که جنگ چچن را پشت سر گذاشته اند، در مجله «اکتبر» منتشر شد.
سال 2003 انتشارات کانون بشردوستی (OGI) رمان «فریب سال» را منتشر کرد که براساس موضوع کلاسیک مثلث عشقی بود و تا به امروز به پرفروشترین کتاب گلاسیمف تبدیل شده است.
سپتامبر 2003 مجله اکتبر رمان دیگری از گلاسیمف به نام «راشل» را منتشر کرد. این رمان درمورد پروفسور «سویاتاسلاو کایفمان» ( Svyatoslav Koyfman)  زبان شناس میان سال، یهودی دورگه و معمولا بدشانس بود.گلاسیمف در سال 2004 برای این رمان مفتخر به دریافت جایزه «بوکر دانشجویی» شد.
سال 2005 در نمایشگاه کتاب پاریس آندری گلاسیمف به عنوان محبوبترین نویسنده روسی در فرانسه شناخته شد و از لیودمیلا اولیتسکایا  و بوریس آکونین پیشی گرفت.
او به عنوان عضوی از هیئت نویسندگان روسی در نماشگاه های بین المللی کتاب برگزار شده در شهرهای فرانکفورت(2003)، لایپزیگ(2004)، ورشو(2004)، پاریس(2005،2010،2012،2018)، بوداپست(2005)، ژنو(2007،2015)، نیویورک(2012)، بارسلون(2012)، لندن(2016)، کلکته(2020)، تهران(2022) و... شرکت کرد. همچنین او دعوت نمایشگاه های منطقه ای کتاب برگزار شده در شهرهای بوردو(فرانسه،2005)، سنت مالو(فرانسه،2005،2010)، فوو(فرانسه،2007)، مونپلیه(فرانسه،2008)، دی(فرانسه،2008،2010) و...را پذیرفت.
گلاسیمف در مارس 2010 به دعوت وزارت امور خارجه فرانسه به نمایندگی از روسیه در مراسم رسمی جشن 30امین نمایشگاه کتاب فرانسه شرکت کرد، که 30 نویسنده از 30 کشور به آن دعوت شده بودند.کتاب ها در این نمایشگاه به زبانهای انگلیسی، آلمانی، فرانسوی، اسپانیایی، ایتالیایی، بلغاری، استونیایی، مراکشی، عبری و دیگر زبانها ترجمه شده بود.
سال 2008 انتشارات «اِکسمو» (Ekcmo) رمان «خدایان دشتها» را منتشر کرد.طرح اصلی این رمان بر اساس داستان دوستی بین «پتکا» نوجوان اهل زابایکال و «هیروتارو» اسیر ژاپنی است.
این رمان در تابستان 1945 در روستای خیالی به اسم «رازگولیایوکا»،  در آستانه اعلام جنگ اتحاد جماهیر شوروی علیه امپراتوری ژاپن و بمباران اتمی هیروشیما و ناکازاکی توسط آمریکایی‌ها، جایی که «هیروتارو» متولد و بزرگ شد، اتفاق می افتد. این کتاب علاوه بر رمان شامل داستانهایی در مورد زندگی قبل از جنگ روستای «رازگولیایوکا» و سوژه های مرتبط با آن است.
سال 2009 آندری گلاسیمف برای رمان «خدایان دشتها»  برنده جایزه ادبی «پرفروشترین کتاب ملی» شد.
سال 2010 جمهوری یاقوتستان(یاکوتیا) به آندری گلاسیمف نشان «شجاعت مدنی» اعطا کرد.
انتهای سال 2009 انتشارات «اکسمو» رمان «خانه ای در آزیورنی» را منتشرکرد. این رمان یک داستان امروزی در مورد وارثان یک خانواده بزرگ است که تمام پس انداز خود را در بحران های زندگی از دست داده اند.
انتهای سال 2010 کتاب «حلقه گرگ سفید» منتشر شد.گلاسیمف این کتاب را زمانی که در انگلستان زندگی می کرد برای سه فرزند خود نوشت. گلاسیمف داستان را فصل به فصل می نوشت درپاکت میگذاشت و با پست برای فرزندانش می فرستاد. این کتاب با نقاشی های هنرمند کیتی ترند تزیین شده است.
بهار سال 2015 رمان «سرما» توسط انتشارات «اکسمو» منتشر شد. این کتاب نامزد دریافت جوایز ادبی «کتاب بزرگ»، «یاسنایا پولینا» و «بوکر روسی» شده است.
گلاسیمف برای این رمان از سوی مجله «جی کیو»(GQ) در بخش «نویسنده سال» نامزد دریافت جایزه «مرد سال» شد وهمچنین جایزه «مجله اکتبر» را از آن خود کرد.
دسامبر 2016 رمان «سرما»  به انگلیسی (Into the thickening fog) ترجمه شد و در پلتفرم آمریکایی آمازون رتبه های برتر را کسب کرد.
بهار سال  2016 انتشارات «اِی» مجموعه رمان و داستان کوتاه با نام «ده داستان عاشقانه» را منتشر کرد.از داستان «بهشت پیدا شده» این مجموعه فیلم هنری بلندی با نام«ke-dy» توسط سرگی سولوویف ساخته شد.این مجموعه رمان و داستان کوتاه نامزد دریافت جایزه ادبی سالانه «یاسنایا پولیانا» شد.
سال 2018 انتشارات «گارادِتس» رمان «نسیم گل سرخ» را منتشر کرد، که به  مطالعه شرق دور روسیه در اواسط قرن نوزدهم اختصاص داده شده است.
«باستا»خواننده معروف رپ روسی برای کتاب «نسیم گل سرخ» یک ویدیو کلیپ تولید کرده است.
دسامبر 2019 رمان «نسیم گل سرخ» به عنوان بهترین نثر طولانی شناخته شد و نامزد دریافت جایزه ادبی شرق دور روسیه به نام ولادیمیر کلاودیویچ آرسینیِف شد.
گلاسیمف از پاییز سال 2018 به عنوان دانشیار در موسسه ادبی گُرکی مشغول به کار شده است. او در این موسسه کلاس نثر برگزار می کند.
سال 2019 آندری گلاسیمف نویسنده برتر رویداد «Total Dictation2022» شد.
نوامبر 2019 رمان «هیجان خالص» در انتشارات «گارادِتس» منتشر شد. این کتاب از طریق منشور سرنوشت آیین هنرمندان رپ روسی به بررسی پدیده ظهور این فرهنگ در اواخر دهه 90 روسیه می پردازد. گلاسیمف در سال 2021 برای رمان «هیجان خالص» برنده جایزه «هنرمسکو» شد.
گلاسیمف در میان استادان ادبی خود نویسندگانی مانند«سول بلو»، «ویلیام فولکنر»، «ایوسیف برودسکی» و «ارنست خِمینگوی» را نام می برد.

## آثار
- فاکس مولدر شبیه خوک(2001) «Фокс Малдер похож на свинью»
- عطش(2002)«Жажда»
- فریب سال(2003)«Год обмана»
- راشل(2003)«Рахиль»
- عصر نرم(2004)«Нежный возраст»
- خدایان دشتها(2008) «Степные боги»
- خانه ای در آزیورنی(2009)«Дом на Озёрной»
- حلقه گرگ سفید(2010)«Кольцо Белого Волка»
- سرما(2015)«Холод»
- ده داستان عاشقانه( 2016)«Десять историй о любви»
- نسیم گل سرخ(2018)«Роза ветров»
- هیجان خالص(2019)«Чистый кайф»
- قوانین ترشینکُف شهروند(2022)«Кодекс гражданина Треушникова»

## جوایز
- جایزه آپولو گریگوریف(2003)
- جایزه مجله اکتبر(2003،2015)
- جایزه بوکر دانشجویی(2004)
- جایزه پرفروشترین کتاب ملی(2005)
- جایزه بهترین فیلمنامه جشنواره سینمای روسیه در هونفلور فرانسه(2013)
- جایزه شرق دور(2019)
- جایزه هنری مسکو(2021